# Іванко Віра Олексіївна
Віра Олексіївна Іванко (2 вересня 1993, Москва — 25 листопада 2013, Москва) — російська акторка театру і кіно.

## Біографія
Віра Іванко народилася у родині Олексія Володимировича та Марії Костянтинівни Іванко 2 вересня 1993 року в Москві. Все життя прожила в Москві. З 2000 по 2011 роки вчилася в школі № 1248 з поглибленим вивченням французької мови, паралельно займалася в художній школі Олексія Єгорова, у Театральній школі Ірини Феофанової «Еколь Д'Арт» (4 роки), в театрі-студії «Місто Майстрів» (3 роки). З 2011 року навчалася в ВДІКу на акторському факультеті (майстерня Володимира Фокіна).
Кінокар'єра Віри почалася у фільмі «Самотність крові» режисера Р. Пригунова, де вона зіграла героїню І. Дапкунайте в дитинстві. Найбільш цікаві ролі — «Вінок з ромашок», «Загублені в раю», «Остання хвилина». Також грала головні ролі в «Єралаші» (2007 рік: випуски 206, 209) і в виставах С. Мехтієва на Малій сцені театру «На Таганці».
Також брала участь у фоторекламі (каталоги спортивного одягу «Sportmaster», «Демікс», меблі «Дятьково», харчова добавка «Вегілак»).

Вранці 25 листопада 2013 року трагічно загинула за нез'ясованих обставин на шляхах Смоленського напрямку МЗ між станцією Кінцева та платформою Робоче Селище, неподалік від вулиці Червоних Зір, на якій вона жила. Попередня офіційна версія — залізнична травма, що не сумісна з життям. Точний час смерті та залізничний потяг поки не встановлені, слідство триває.
Прощання з актрисою пройшло 28 листопада 2013 року у Великому залі Троєкурівського крематорію м. Москви. Прах її похований 3 грудня на Ваганьковському кладовищі, ділянка № 45.

## Сім'я
- Батько: Олексій Володимирович Іванко (н. 1960), інженер.
- Мати: Марія Костянтинівна Іванко (н. 1967), лінгвіст, кореспондент, фотохудожник.
- Брат: Ігор Іванко (н. 1986), лінгвіст, фотокореспондент.
- Сестра: Надія Іванко (н. 1998), починаюча актриса.
- Сестра: Любов Іванко (н. 2007).

### Ролі в кіно
- 2013 — Запитай мене — головна роль (режисер: Віра Харибіна)
- 2013 — До смерті красива — Нюта (режисер: Катерина Двигубська)
- 2011 — Наречений — Інна в молодості (режисер: Станіслав Мареев)
- 2011 — Амазонки — Віра (режисери: Євген Лаврентьєв, Святослав Власов, Валентина Власова) '
- 2010 — Шериф — Женька  (режисер: Олександр Муратов)
- 2010 — Остання хвилина —Яна  (режисери: Саша Кирієнко, Олексій Трейман, Юсуп Разиков, Андрій Джунковский)
- 2010 — Невидимки — подруга Анжеліки (режисер: Олена Нємих)
- 2008 — Проклятий рай-2 — Варя  (режисери: Станіслав Дремов, Петро Кротенко)
- 2008 — Жив-був дід — Настя  (режисер: Борис Казаков)
- 2007 — Година Волкова — дочка майора  (режисер: Олексій Трейман)
- 2007 — Своя команда — Христина  (режисери: Дмитро Панченко, Віра Панченко, Едуард Ливнев)
- 2006 — Загублені в раю — Жанін  (режисер: Сергій Колосов)
- 2005 — Вінок з ромашок (короткометражний) — головна роль  (режисер: Джун До Хан)
- 2004 — Ар'є — Соня в дитинстві (режисер: Роман Качанов)
- 2002 — Самотність крові — головна героїня в дитинстві (режисер: Роман Пригунов)

## Ролі в театрі
- 2011 — «Снігова королева», Режисер: С. Мехтієва — роль Снігової королеви
- 2010 — «Кішки», режисер: С. Мехтієва — роль кота «Плутона»
- 2010 — «Чарівний голос Джельсаміно». Режисер С. Міхтеева — роль пірата
- 2009 — «Колискова для сну», Режисер: С. Мехтієва — роль Феї
- 2009 — «Бременські музиканти», Режисер: С. Мехтієва — роль розбійника

## Нагороди
Фільм Романа Качанова «Ар'є» за участю Віри отримав нагороду «За найкращий фільм» на Російському кінофестивалі "Амурська осінь"у Благовєщенську.

## Світлини

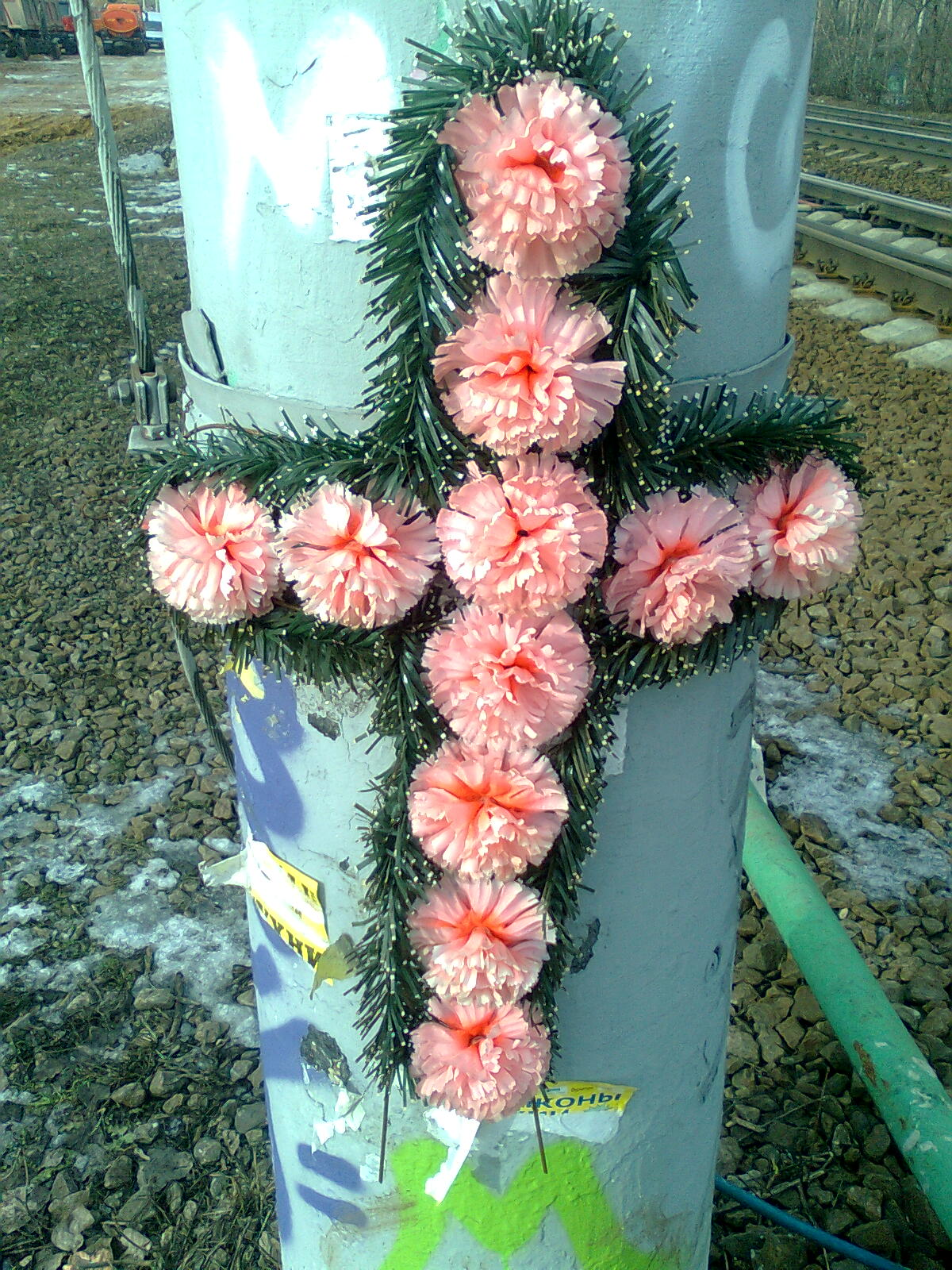
хрест на місці загибелі актриси